# セクストゥス・アフラニウス・ブッルス
セクストゥス・アフラニウス・ブッルス（ラテン語: Sextus Afranius Burrus、1年頃 - 62年）は、ローマ帝国ユリウス＝クラウディウス朝期の軍人である。

## 略歴

### 前半生
セクストゥス・アフラニウス・ブッルスは、ガリア・ナルボネンシス属州のウァシオ・ウォコンティオルム（現：ヴェゾン＝ラ＝ロメーヌ）出身で騎士階級（エクィテス）に属し、元々ガリア・ナルボネンシスで勢力を有していたグナエウス・ポンペイウスのクリエンテスの家系にあったと考えられている。
ブッルスの前半生は不明な点が多いが、ティベリウス帝の治世時代に軍隊に入り、ユリウス＝クラウディウス朝を頂点とした元首政に忠勤を励み、清廉な軍人として軍内部での評判を獲得した。一方で、ブッルスは身体的な障害があったとも伝えられる。また、後の経歴からこの頃までにアグリッピナの後ろ盾を得ていたと考えられる。
51年、メッサリナの破滅後にクラウディウス帝と結婚したアグリッピナの意向によって、ブッルスはプラエトリアニのトップとなるプラエフェクトゥス・プラエトリオへ就任し、アグリッピナの息子ルキウス・ドミティウス・アヘノバルブスの家庭教師となったルキウス・アンナエウス・セネカ と共にドミティウスの後見人的な立場となった。

### ネロ即位後
54年10月13日、ドミティウスが皇帝に即位（皇帝ネロ）した際には、即位式典の警護を任された。ネロはアグリッピナの指示のもと、対立関係にあったティベリウス・クラウディウス・ナルキッススやユリウス・シラヌス（en）らを殺害したが、ブッルスはセネカと協力してそれ以上の殺戮を防ぎ、以降もブッルスは厳格さを以てネロへの諫言を行った。
55年、ブリタンニクスが死去すると、ネロとアグリッピナは一触即発状態に陥った。この時期にネロはアグリッピナによって取り立てられたブッルスの追放を決意したが、セネカの諫言で思い止まっている。ネロはアグリッピナの殺意を露にしたが、ブッルスはアグリッピナへの弁護の機会を与えるべきと主張し、ブッルスはセネカが同席したアグリッピナへの尋問の後に、両者の会談を用意して和解に結びつけた。また、同じ年にパエトゥスなる男によって、ブッルスはマルクス・アントニウス・パッラスと共謀してファウストゥス・コルネリウス・スッラ・フェリクスの皇帝擁立を謀ったとして告発されたが、間も無くパエトゥスの証言が全てでっち上げであったことが明らかとなり、パエトゥスは追放刑となった。
59年、ポッパエア・サビナと愛人関係にあったネロは、ポッパエアの要望もあって妻クラウディア・オクタウィアとの離婚を決意する。しかし、母アグリッピナがオクタウィアとの離婚に断固反対したことから、ネロは再びアグリッピナの殺害を謀ったが、失敗に終わった。ネロはアグリッピナの報復を恐れて、対応策を協議するためにブッルスとセネカを呼び寄せた。なお、ブッルスらが事前にアグリッピナ殺害計画を知っていたかは不明である。 セネカがブッルスにプラエトリアニを動員してアグリッピナを殺害するように依頼し、アグリッピナはプラエトリアニの手によって殺害された。
アグリッピナの死後、ネロは驕慢さの片鱗を見せ始める。ブッルスとセネカはネロが意欲を示すネロ祭の開催に同意、更にネロがネロ祭で舞台芸人の真似事をすることを支えることとなった。
62年、ブッルスは死去したが、呼吸障害を起こした末に窒息死したと伝わっている。タキトゥスは「ネロの命令でブッルスの治療に当たった医師が劇薬をブッルスに投薬し、それが原因であった」と記している。
ブッルスの死で打撃を受けたセネカは、ブッルスの後任のプラエフェクトゥス・プラエトリオとなったガイウス・オフォニウス・ティゲッリヌスやポッパエア・サビナらの跳梁を抑えることが出来ず、政界引退へ追い込まれることとなった。

## 参考資料
- タキトゥス著 『年代記』下、国原吉之助訳、岩波文庫
- Werner Eck: Afranius [3] Sex. f. Burrus, Sex. In: Der Neue Pauly Bd. 1, Sp. 215. Stuttgart und Weimar 1996.（ドイツ語）
- Gerhard H. Waldherr: Nero. Eine Biographie. Regensburg 2005. ISBN 3-7917-1947-5. （ドイツ語）